# Adesmus hipposiderus
Adesmus hipposiderus là một loài bọ cánh cứng trong họ Cerambycidae.